# Tierra mala
«Tierra mala» es una canción ranchera del artista Juan Antonio  López López,  interpretada por la artista Irma Serrano en su álbum, Mexican Fire (1966), la cual también cantó en un palenque en la película Los amores de Juan Charrasqueado (1968).

## Posicionamiento en listas

### Semanales
| País   | Lista (1966) | Mejor posición |
| ------ | ------------ | -------------- |
| México | Audiomusica  | 4              |